# Friedrich August Rutowski
Friedrich August Rutowski (* 19 juin 1702, † 16 mars 1764 à Pillnitz) était feld-maréchal, chef des troupes saxonnes à la Bataille de Kesselsdorf, en 1745, pendant la guerre de Succession d'Autriche.
Fils illégitime de Frédéric-Auguste de Saxe et de Maria Anna von Spiegel (d'origine Turque). Il est âgé de 22 ans lorsqu'il est reconnu par son père en 1724.

### Sources
- (de) Cet article est partiellement ou en totalité issu de l’article de Wikipédia en allemand intitulé « Friedrich August Rutowski » (voir la liste des auteurs) dans sa version du 5 octobre 2007.

- Notices d'autorité :   - VIAF
  - ISNI
  - IdRef
  - GND
  - Pologne
  - Tchéquie